# Simulium subtile
Simulium subtile är en tvåvingeart som beskrevs av Rubtsov 1956. Simulium subtile ingår i släktet Simulium och familjen knott. Inga underarter finns listade i Catalogue of Life.